# ナニーゲート
ナニーゲート（英: Nannygate）とは、1993年に発覚した、ビル・クリントン大統領が選んだ2人の司法長官が頓挫した事件の俗称である。

## 解説
1993年1月、クリントンが指名した企業弁護士ゾーエ・ベアード夫妻が、幼い子供の乳母と運転手としてペルーから不法移民してきた2人を雇い、連邦法を破っていたことが明らかになり、クリントンの同職への指名が批判された。また、彼らはいわゆる「ナニー税」と呼ばれる労働者の社会保障税の支払いを、発覚の直前まで怠っていた。クリントン政権はこの件は比較的重要ではないと考えていたが、このニュースは世論の大反響を呼び起こし、そのほとんどはベアードに対するものだった。8日のうちに、彼女の指名はアメリカ議会での政治的支持を失い、指名は撤回された。
翌月、クリントンが選んだ連邦判事のキンバ・ウッドがマスコミにリークされたが、その日のうちに、彼女もまた不法移民を雇って自分の子供の面倒を見させていたことが明らかになった。ウッド判事は、そのような雇用が合法であった時代にこうした雇用を行ない、その労働者の社会保障税を支払っていたにもかかわらず、この事実が明らかになったことで、ウッド判事は即座に候補から外された。クリントン政権はその後、家事手伝いの雇用慣行を、検討中の1000人以上の大統領人事すべてについて調査すると発表し、承認プロセス全体が大幅に遅れることになった。司法長官に女性を選ぶことを決意したクリントンは、最終的に州検察官のジャネット・レノを選出した。
ナニーゲート事件では、不法滞在外国人の雇用と家事手伝いの未払いが日常茶飯事であったため、裕福なアメリカ人たちは、自分たちも「ゾーイ・ベアード問題」を抱えているのではないかと互いに問いかけた。ナニーゲートをめぐる議論では、ジェンダーと階級という2つの断層が露呈した。前者では、女性の任命権者は育児の手配に関して質問され失脚するリスクが高いという二重基準が見られ、後者では、住み込みの育児手配をする余裕のある裕福な専門職の女性は違法行為から逃れようとしていると見なされた。ナニーゲートのような論争は、その後、米国や他国の他の政治的任命権者にも影響を与えた。

## 後の例
その後、ナニーの雇用が何らかの形で違法となり、政治問題に発展した例も、米国内外で「ナニーゲート」と呼ばれている。
2001年、ジョージ・W・ブッシュ大統領はリンダ・チャベスリンダ・チャベスを労働長官に指名した。彼女はヒスパニック系女性として初めて米国の閣僚に指名された。しかし、彼女が10年以上前に自宅に住んでいたグアテマラからの不法移民に金を渡していたことが明らかになり、彼女は候補から辞退した。雇用ではなく慈善と思いやりの行為に従事していたというチャベスの主張と、彼女は今や「個人を破滅させるほどの政治的駆け引き」の犠牲者であるという主張では、彼女の指名を守るのには十分ではなかった。チャベス事件は、全米の家庭における女性の不法滞在者の地位の問題をさらに明らかにした。
2004年12月、バーナード・ケリックはブッシュ大統領によって、トム・リッジの後任として国土安全保障長官に指名された。1週間にわたる報道陣の監視の後、ケリックは指名を撤回し、彼が知らずに非正規労働者を雇い税金を納めていなかったと述べた。タイムズ誌は、「ナニーゲートの呪い」が4人目の犠牲者を出すために戻ってきたと書いた。ジム・ギボンズが2006年にネバダ州知事選の選挙運動をしていたとき、彼と妻のドーン・ギボンズが10年以上前に不法移民を家政婦兼ベビーシッターとして雇っていたことが明るみに出た。2009年、オバマ政権が発足し、ナンシー・キルファーが米国最高業績責任者候補を辞任するまでに、少なくとも10人のトップレベルの閣僚やその他の連邦任命権者が、ナニー税の未納をめぐって問題を起こした。その危険性があるにもかかわらず、ほとんどのアメリカ人はナニーに給料を支払っていた。この問題は2010年のカリフォルニア州知事選でも再燃し、メグ・ホイットマン候補は1億4,000万ドル以上の自費を投じたにもかかわらず敗北した。彼女の選挙キャンペーンは、最後の2ヶ月間に、彼女がベビーシッター兼家政婦として不法移民を雇っていたこと、そして家政婦に対する扱い（そして解雇）の疑惑が発覚し、ダメージを受けた。
イギリスの政治家デービッド・ブランケットは、2004年に家族のナニーのビザ申請を迅速に行ったことで政治問題に発展した。2006年には、スウェーデンのラインフェルト内閣発表時の閣僚事件が起きた。これは税金を払わずに住み込みのナニーを雇っていたスウェーデンの貿易大臣マリア・ボレリウスと、同じく税金を払わずに住み込みのナニーを雇っていたスウェーデンの文化大臣セシリア・ステゴ・チロが辞任した事件である。フィナンシャル・タイムズ紙はこの問題を「ナニーゲート」と名付け、国際的な報道機関によって広く報じられた。2009年には、カナダの国会議員ルビー・ダーラが、連邦政府の介護者プログラムの下で外国人を雇用する際に義務付けられている適切な労働許可証を持たずにナニーを雇用していたとして告発され、その結果起こった論争を「ナニーゲート」と呼んだ新聞記者もいた。在ニューヨーク・インド総領事館のデヴヤニ・コブラガデ副総領事が2013年に逮捕され、自分のナニーを米国へ入国させるためにビザ詐欺を行い、虚偽の供述をした容疑で起訴されたことは、アメリカのマスコミの一部によって「ナニーゲート」と呼ばれた。
2019年2月、ホワイトハウスがアメリカ合衆国国際連合大使に指名していた国務省報道官のヘザー・ナウアートは、以前、合法的に国内に居住していながら、その仕事を法的に許可されておらず、当時の税金を納めていないナニーを雇っていたことを理由に、候補から辞退した。 あるコラムニストは、「ナウアートにはナニーゲートのような状況があり、それは承認プロセスをより困難なものにしていただろう」と書いている。